# LJB Ce 2/2
Die beiden Ce 2/2 11 und 12 sind elektrische Personentriebwagen die 1907 zur Betriebseröffnung der meterspurigen Langenthal-Jura-Bahn (LJB) beschaffte wurden. Erbaut wurden die Fahrzeuge von der Waggonfabrik R. Ringhoffer Smichow in Prag, wobei die elektrische Ausrüstung von der Elektrizitätsgesellschaft Alioth in Münchenstein stammt. Der Triebwagen Ce 2/2 12, ist bei der Museumsbahn Blonay–Chamby (BC) in der Westschweiz erhalten geblieben.

## Konstruktion
Die für 21'276.- und 22'237.- Schweizer Franken beschafften Triebwagen haben an beiden Enden eine geschlossene geräumige Plattform, die zugleich als Führerstand dient. Dazwischen befindet sich das 18-plätzige 3.-Klasse-Abteil mit Vis-à-vis-Bestuhlung und 1+2-Sitzanordnung, das durch eine Schiebetür von den Plattformen aus zugänglich ist. Auch die Eingangstüren sind als Schiebetüren ausgeführt. Das Personenabteil hatte auf beiden Längsseiten sechs 570 mm breite und 860 mm hohe Fenster. In der Stirnwand des Triebwagens befindet sich eine Übergangstür mit Fenster und beidseitig davon ein weiteres Fenster.
Sie besitzen Direktkontroller, die die beiden 70-PS-Motoren direkt ansteuern. Die Zahnrad-Übersetzung beträgt 1:4,87. Die Fahrleitungsspannung wurde ursprünglich mit 1000 Volt Gleichstrom angegeben, heute beträgt sie 1200 Volt. Neben einer Handspindelbremse besitzen die Fahrzeuge eine Druckluftbremse und eine elektrische Widerstandsbremse. Die Bremswiderstände sind unter dem Wagenkasten angebracht.
Der Triebwagen 12 hatte von Beginn an einen registrierenden Geschwindigkeitsmesser von Hasler eingebaut, während bei der Nummer 11 keiner eingebaut wurde. Der Triebwagen Nr. 11 hatte die ganze Zeit keinen, nicht einmal einen nicht-registrierenden Geschwindigkeitsmesser eingebaut.
Die Stromversorgung allfälliger Abhängewagen erfolgte anfänglich über ein an der Dachkante angebrachtes Kabel. Die Dachrute war bei der Ablieferung noch nicht vorhanden.

## Geschichte
Die anfänglich vorhandene Mittelpufferkupplung mit unten liegender einfacher Schraubenkupplung wurde in Hinblick auf die Betriebsgemeinschaft mit der Langenthal-Melchnau-Bahn (LMB) und Solothurn-Niederbipp-Bahn (SNB) schon 1916 durch eine halbautomatische +GF+-Kupplung ersetzt.
Im Jahr 1930 wurde bei der Nr. 12 eine MFO-Totmann-Ausrüstung eingebaut, diese Sicherheitssteuerung wurde später auch bei der Nr. 11 eingebaut.
Anlässlich der Hauptrevision 1932 erhielten beide Fahrzeuge eine Neuverkleidung des Wagenkastens mit Aluminiumblechen.
Bei beiden Triebwagen wurde 1935 die Federung verbessert.
In der Wagenmitte ist auf dem Dach der Stromabnehmer angebracht. Dieser war ursprünglich ein Lyrabügel und wurde 1950 durch einen Pantografen ersetzt.
Der Achskompressor der Nummer 11 wurde 1952 durch einen Motorkompressor ersetzt, der jedoch schon 1958 durch einen leistungsfähigen Knorr-Kompressor ausgetauscht wurde. Der Triebwagen Nr. 12 erhielt ebendiesen Kompressor noch 1959, somit noch vor dem Abbruch der Nr. 11.
Die beiden kleinen Triebwagen wurden anlässlich der Klassenreform im Jahre 1956 von Ce 2/2 zu Be 2/2 um bezeichnet.
Sie behielten ihre Nummern bei der Fusion der Fusion der Langenthal-Jura-Bahn und der Langenthal-Melchnau-Bahn (LMB) zur Oberaargau-Jura-Bahn (OJB) im Jahre 1958.

### Revisionen
- Ce 2/2 Nr. 11: 1921, 1922 Hauptrevision (HR), 1926, 1927, 1930, 1932 Hauptrevision, 1941, 1942, 1948, 1951, 1956
- Ce 2/2 Nr. 12: 1921, 1922 Hauptrevision, 1926, 1927, 1930, 1932 Hauptrevision, 1940, 1942, 1946 (HR), 1950

## Einsatzgebiete
Die beiden Triebfahrzeuge wurden von Anfang an auf der Bahnstrecke Langenthal–Wangen an der Aare–Niederbipp–Oensingen eingesetzt. Diese Bahnstrecke wurde am 26. Oktober 1907 durchgehend eröffnet. Neben diesen beiden kleinen Triebfahrzeugen standen bei der Betriebseröffnung für diese Bahnstrecke noch die beiden vierachsige Triebwagen CFe 4/4 1 und 2, die beiden zweiachsige Personenwagen C 21 und 22, die beiden zweiachsige gedeckten Güterwagen K 31 und 32 sowie die beiden offenen Güterwagen L 41 und 42 zur Verfügung.
Die Triebwagen waren für die schwach frequentierten Züge vorgesehen und wurden auch entsprechend eingesetzt. Wegen des Fehlens eines Gepäckraums war oft auf dem Übergangsblech eine kleine hölzerne Ladeplattform angebracht, auf der Kinderwagen, Milchkannen und Ähnliches transportiert wurden.
Infolge der technischen Rahmenbedingungen und der Betriebsgemeinschaft mit den direkt anschliessenden Eisenbahngesellschaften wurden die beiden Triebwagen auch auf den meterspurigen Bahnstrecken Langenthal–Melchnau und Solothurn–Niederbipp eingesetzt.

## Farbgebung
Die Fahrzeuge besassen anfänglich einen dunkelgrün/hellgrüner Anstrich, etwa ab 1930 war er grün/gelb (spätestens ab 1932). Der Wagen Nr. 11 erhielt 1954 einen roten Anstrich, der Wagen Nr. 12 erhielt ihn 1950.

## Verbleib
Der Triebwagen Nummer 11 kollidierte am 8. Mai 1959 mit einem Lastwagen, wobei der Triebwagen vollständig eingedrückt wurde. In der Folge wurde er im Jahr 1960 abgebrochen.
Der Triebwagen Nummer 12 blieb noch bis zur Ablieferung der beiden Triebwagen Be 4/4 81 und 82 im Jahr 1966 im Einsatz, wurde aber noch im gleichen Jahr ausrangiert. Wenig später im Jahre 1967 wurde er der Museumsbahn Blonay–Chamby abgegeben. Dort wurde zwischen 1982 und 1988 der Wagenkasten und das Wageninnere umfassend aufgearbeitet und in den Ursprungszustand versetzt. Dabei erhielt er wieder seinen dunkelgrün/hellgrüner Anstrich und einen Mittelpuffer mit darunterliegender einfacher Schraubenkupplung anstelle der +GF+ Kupplung. Bei einer weiteren Aufarbeitung zwischen 2004 und 2007 wurde das Fahrgestell, die Bremsen und die elektrische Ausrüstung aufgearbeitet und wieder ein Lyrastromabnehmer aufgesetzt. Nach Abschluss der Aufarbeitung wurde der Triebwagen 2007 wieder in annäherndem Ursprungszustand in Betrieb genommen. Er war anlässlich der Jubiläumsfeierlichkeiten der Aare Seeland mobil 2008 für kurze Zeit wieder in Langenthal.